# Třída P400
Třída P400 (jinak též Super PATRA) je třída hlídkových lodí francouzského námořnictva. Třída patří do rodiny hlídkových lodí třídy Vigilante 400. Celkem bylo postaveno 10 jednotek pro Francii a dvě další pro Gabon. Mezi jejich hlavní úkoly patří ochrana francouzských teritoriálních vod, hašení požárů či záchranné operace. Slouží především ve francouzských departementech. Zahraničními uživateli třídy jsou Gabon, Keňa a Pobřeží slonoviny.

## Stavba
V letech 1986–1988 bylo do služby zařazeno deset jednotky této třídy – L'Audacieuse, La Boudeuse, La Capricieuse, La Fougeuse, La Glorieuse, La Gracieuse, La Moqueuse, La Railleuse, La Rieuse a Tapageuse. Pro Gabon byly postaveny hlídkové lodě General d'Armee Ba Oumar (P07) a Colonel Djoue Dabany (P08). Všechny postavila loděnice Constructions Mécaniques de Normandie (CMN) v Cherbourgu.
Jednotky třídy P400:
| Jméno                      | Uživatel | Založení kýlu      | Spuštěna          | Vstup do služby   | Status |
| -------------------------- | -------- | ------------------ | ----------------- | ----------------- | --- |
| L'Audacieuse (P682)        | Francie  | 11. dubna 1983     | 21. března 1984   | 10. září 1986     | Vyřazena 26. května 2011. |
| La Boudeuse (P683)         | Francie  | 15. června 1983    | 29. května 1984   | 25. července 1986 | Vyřazena 1. září 2010. |
| La Capricieuse (P684)      | Francie  | 12. září 1983      | 30. října 1984    | 13. března 1987   | Vyřazen 2017. |
| La Fougeuse (P685)         | Francie  | 25. listopadu 1983 | 17. prosince 1984 | 13. března 1987   | Vyřazena 26. září 2009. |
| La Glorieuse (P686)        | Francie  | 21. února 1984     | 25. ledna 1985    | 18. dubna 1987    | Vyřazena 24. července 2023. |
| La Gracieuse (P687)        | Francie  | 26. dubna 1984     | 26. března 1985   | 17. července 1987 | Vyřazen 2017. |
| La Moqueuse (P688)         | Francie  | 4. října 1984      | 8. dubna 1986     | 18. dubna 1987    | Vyřazena 25. května 2020. |
| La Railleuse (P689)        | Francie  | 27. prosince 1984  | 2. září 1986      | 16. května 1987   | Vyřazena 12. června 2012. |
| La Rieuse (P690)           | Francie  | 14. března 1985    | 17. října 1986    | 13. června 1987   | Dne 7. června 2011 převeden Keňskému námořnictvu jako Harambee (P3134). Aktivní. |
| La Tapageuse (P691)        | Francie  | 13. srpna 1985     | 16. února 1987    | 11. února 1988    | Vyřazena 22. listopadu 2013. Měla být provozována Gabonským námořnictvem jako Capitaine de Vaisseau Bivigou Nziengui (P09), ale Gabon plavidlo odmítl převzít. Získal námořnictvem Pobřeží slonoviny, která ji od 24. listopadu 2022 provozuje jako Contre-Amiral Fadika (P2201). Aktivní. |
| Général Ba-Oumar (P07)     | Gabon    | 2. července 1986   | 18. prosince 1987 | 6. srpna 1988     | Aktivní. |
| Colonel Djoué Dabany (P08) | Gabon    | květen 1989        | 29. března 1990   | 14. září 1990     | Aktivní. |

## Konstrukce

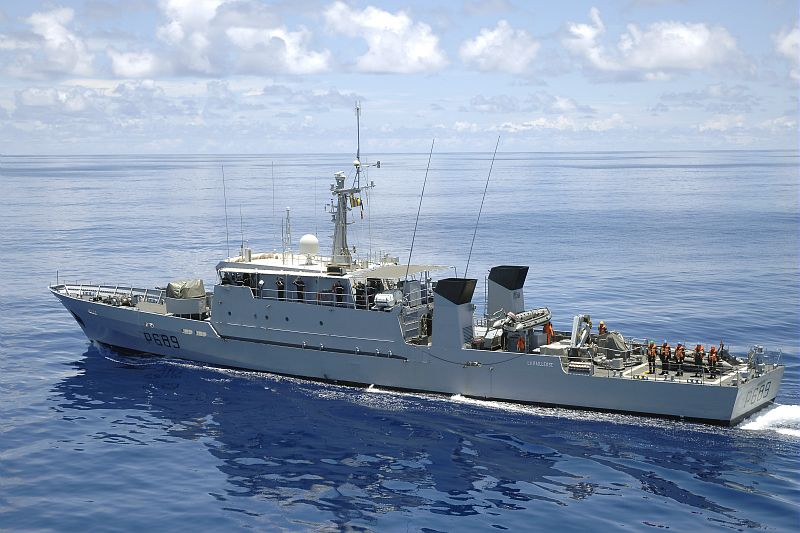
La Railleuse (P690)

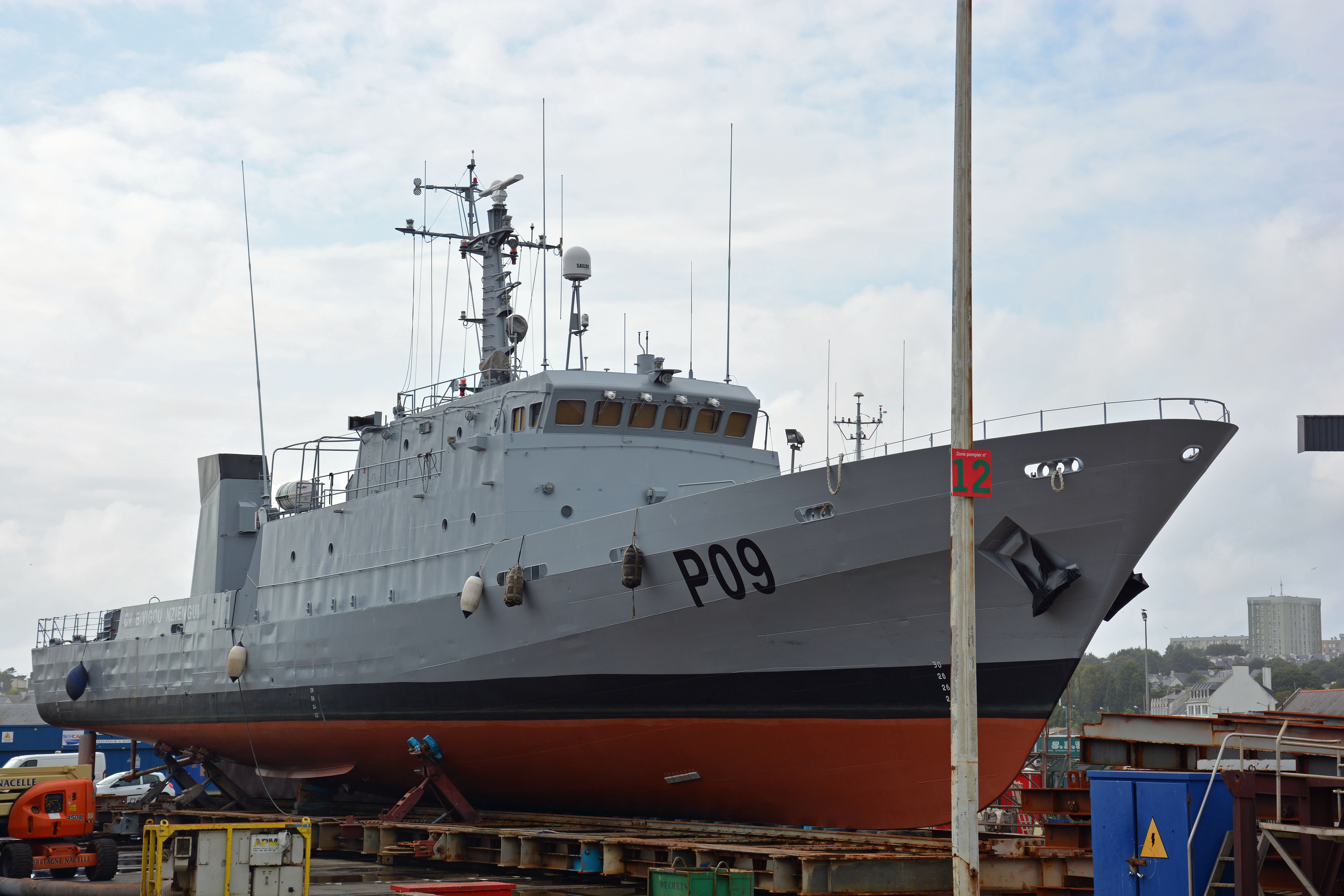
Gabonská Capitaine de Vaisseau Bivigou Nziengui (P09)

Mimo 24 členů posádky mohou přepravovat až 20 dalších osob. Jejich výzbroj tvoří jeden 40mm kanón Bofors L/60, jeden 20mm kanón GIAT 20 F2 a dva 7,62mm kulomety AAT-52. V případě potřeby mohou nést také dvě protilodní střely Exocet. Pohon zajišťují dva diesely SEMT-Pielstick 16PA4-200VGDS, každý o výkonu 4000 hp, pohánějící dva lodní šrouby. Nejvyšší rychlost dosahuje 24 uzlů. Dosah je 4200 námořních mil při ekonomické rychlosti 15 uzlů.